# Prix Blackwell-Tapia
Le prix Blackwell-Tapia est un prix de mathématiques décerné tous les deux ans lors de la conférence Blackwell-Tapia. La conférence est parrainée par la National Science Foundation et elle est organisée et hébergée par divers instituts de mathématiques. Le prix porte le nom de David Blackwell et Richard Tapia. Il reconnaît des personnes qui ont apporté d'importantes contributions à la recherche dans leur domaine et qui ont œuvré pour résoudre le problème de la sous-représentation des groupes minoritaires en mathématiques.

## Lauréats
Les mathématiciens suivants ont reçu le prix Blackwell-Tapia, :
| Année | Lauréat(e)               | Hébergé par                                                                       |
| ----- | ------------------------ | --------------------------------------------------------------------------------- |
| 2020  | Tatiana Toro             | SAMSI                                                                             |
| 2018  | Ronald Mickens           | Institute for Computational and Experimental Research in Mathematics (en) (ICERM) |
| 2016  | Mariel Vázquez           | National Institute for Mathematical and Biological Synthesis (en) (NIMBioS)       |
| 2014  | Jacqueline Hughes-Oliver | Institute for Pure and Applied Mathematics (en) (IPAM)                            |
| 2012  | Ricardo Cortez           | ICERM                                                                             |
| 2010  | Trachette Jackson        | Mathematical Biosciences Institute (en) (MBI)                                     |
| 2008  | Juan Meza                | Statistical and Applied Mathematical Sciences Institute (SAMSI)                   |
| 2006  | William A. Massey        | Institute for Mathematics and its Applications (en) (IMA)                         |
| 2004  | Rodrigo Bañuelos         | IPAM                                                                              |
| 2002  | Arlie Petters            | Mathematical Sciences Research Institute (MSRI)                                   |